# 中村圭彦
中村 圭彦（なかむら　きよひこ、1926年 7月26日- 2008年 3月25日）は、日本の元スキージャンプ選手、指導者、スキージャンプ台設計の世界的権威。
札幌生まれ。

## プロフィール
母方の叔父にガルミッシュ＝パルテンキルヒェンオリンピックスキージャンプ代表の龍田峻次、札幌オリンピックでジャンプ競技委員長を務めた龍田鳳三の兄弟。
叔父の影響で札幌一中（現在の札幌南高校)の時本格的にジャンプ競技を始め、1949年の全日本選手権で5位入賞。
現役を退いた後1957年から小樽市内の小中学生を対象にジャンプ学校を開いた。その教え子に板垣宏志や青地清二らがいる。
1959年に小樽スキー連盟理事となり、1972年の札幌オリンピックではジャンプ競技副委員長を務めた。
一方で札幌オリンピックで使用された宮の森・大倉山の両ジャンプ台は外国人（国際スキー連盟のハインリッヒ・クロッファー）による設計だったため、自ら設計する事をこころざし独学でノウハウを習得。大倉山の改修や白馬ジャンプ競技場を始め数多くのジャンプ台を設計した。
白馬ジャンプ台の設計はK点とブレーキングゾーンを結ぶ曲線（R2）の傾きをFISの許容値ぎりぎりまで緩くした。これにより原田雅彦は大ジャンプで転倒せずに持ちこたえることができたという。また、船木和喜の低い飛行曲線を生かせるようにランディングバーン上部のふくらみを低く設計した。
1982年から1984年と1988年から1992年まで全日本スキー連盟ジャンプ部長及びナショナルチーム総監督を務めた。
2度目のジャンプ部長時に低速踏切への対応を重視し、踏切速度と飛距離の比率を数値化して選手を評価、低速でも飛距離を伸ばせる葛西紀明や東輝を抜擢、のちの隆盛につなげた。1992年アルベールビルオリンピックにはV字スタイル転向にいち早く成功した選手を抜擢した。
また、1974年から1992年まで国際スキー連盟ジャンプ委員を務める。委員の一人として1991年、V字スタイルを飛型点の減点対象から外す決定を行った。
ジャンプ部長退任後も国際スキー連盟ジャンプ台設計小委員及び全日本スキー連盟設計小委員長を務めた。
2008年3月25日、老衰のため逝去。享年81。

## 主な成績
- 1949年　第4回国民体育大会冬季大会兼第29回全日本選手権　成年組　5位
- 1956年　第11回国民体育大会冬季大会　壮年組6位

## 参考
- 北海道新聞連載企画「鳥人たちを支えて」(北海道新聞夕刊2001年5月24日〜6月6日)
- 訃報